# Babhulgaon
Babhulgaon é uma vila no distrito de Hingoli, no estado indiano de Maharashtra.

## Demografia
Segundo o censo de 2001, Babhulgaon tinha uma população de 6600 habitantes. Os indivíduos do sexo masculino constituem 52% da população e os do sexo feminino 48%. Babhulgaon tem uma taxa de literacia de 47%, inferior à média nacional de 59.5%; com 66% para o sexo masculino e 34% para o sexo feminino. 17% da população está abaixo dos 6 anos de idade.